# Clissa
Clissa (in croato Klis) è un comune di 4 739 abitanti della Regione spalatino-dalmata in Croazia, situato a circa 5 km a nord-est da Spalato sulla strada che conduce a Signo.

## Geografia fisica
L'altura principale è il monte Capraio (Kozjak/Mali Kozjak), 780 m.

## Storia
La città si trova su una rupe che domina un valico, a quota 360 metri, che mette in comunicazione l'entroterra dalmata con la costa presso Salona.

Proprio per la sua posizione strategica venne abitata fin dall'antichità; già nel II secolo a.C. venne occupata dalle tribù illiriche dei Dalmati, per i quali fu la più importante cittadella fortificata.
Nel 9 d.C. cadde sotto il dominio romano ad opera di Germanico, fratello dell'imperatore Tiberio; i Romani vi eressero un castrum sopra i resti della rocca illirica e poi costruirono la strada che da Salona portava verso la Pannonia inferiore; naturalmente la strada superava il valico sotto la vigile sorveglianza della fortezza, che ebbe il nome di Clisium.
Probabilmente il nome romano deriva dalla parola clavis, nel senso di "chiave dell'occidente"; altrettanto può dirsi per il croato Klis, che deriva dalla voce kljuć, che significa chiave.
La Dalmazia a nord del Narenta, dopo la caduta dell'Impero romano d'Occidente e la parentesi del regno ostrogoto, a seguito della Guerra gotica (553) promossa dall'imperatore Giustiniano I, entrò a far parte dei domini bizantini.
Tra il 614 e il 615 iniziò l'orda àvaro-slava, che raggiunse la costa della Dalmazia e distrusse anche la fortezza di Clissa. L'imperatore Eraclio chiese aiuto contro di loro sia ai Serbi bianchi della Lusazia sia agli abitanti della Croazia Bianca, che nell'anno 630, occuparono le terre invase dagli Avari, liberandole; i primi occuparono il territorio dal Cettina fino al lago di Scutari, mentre i Croati il rimanente territorio a nord del Cettina.
La fortezza di Clissa, ricostruita dalle popolazioni slave, divenne il centro fortificato della župa, o distretto dalmata, perché in essa avevano posto la propria residenza i principi croati.
Dal XII secolo Clissa divenne ungherese e nella fortezza trovò posto un caposaldo magiaro. Nel 1155 il generale Niceforo Caluffa rioccupò la Dalmazia, compresa Clissa.
Nel 1171 la slava Clissa e la latina Spalato cessarono le loro ostilità e firmarono un trattato di pace.
Tornata poi in mano ungherese, nel 1217 il re Andrea II offrì il castello di Clissa a Domaldo, conte di Cettina, di Sebenico e di Spalato; costui, però, lo rifiutò, per cui venne dato ai Templari di Vrana, su suggerimento di Ponzio della Croce, Gran maestro in Ungheria e Croazia e luogotenente regio per la Dalmazia e la Croazia. I templari vennero però poco dopo scacciati dagli Spalatini.
Nel frattempo, Clissa si unì alla lega formata dalle libere città di Traù, Spalato e Sebenico contro le comunità dell'interno che, con la protezione dei re d'Ungheria e dei bani di Croazia, molestavano questi abitati.
Nel 1220, i cittadini di Spalato cacciarono dalla città Domaldo, che riparò a Clissa lasciata libera dai Templari; questi però venne riconsegnato agli Spalatini nel 1226 (per poi morire in prigione a Traù) allorché il conte Gregorio o Grgur Šubić di Bribir, feudatario della contea ungherese, divenne conte di Spalato.

Il re magiaro Béla IV, in fuga di fronte all'avanzata dei mongolo-tartari di Batu Khan, che avevano invaso il suo regno, preceduto l'anno prima dalla moglie e dalle figlie con il piccolo Stefano assieme ai tesori dello Stato e a quelli di famiglia, nel 1242 giunse nella munita fortezza di Clissa, dove si rinchiuse per poi ripartire subito per Spalato e Traù.
Nel 1247 Giorgio I Šubić di Bribir avocò a sé la Contea di Clissa, che passò poi nel 1277 a Giorgio o Jursa Nikolić di Bribir, la cui famiglia governò la città per 50 anni e che già dal 1293 ricevette il diritto di successione dal re ungherese Andrea III.
Nel 1322 Giorgio II Šubić, conte di Clissa, accolse suo fratello Mladino II, che dopo esser fuggito da Almissa, incendiata dai Veneziani, era stato sconfitto anche a Bisco dai bani croati guidati dal duca di Slavonia, Ivan Babonić, che tendevano alla pace con Venezia. L'anno seguente Giorgio II Šubić si vide rifiutare il rinnovo della carica di rettore di Spalato, che venne invece assegnata ai Nelipić di Tenin; ciò causò uno scontro, soprattutto a livello confinario, tra gli Spalatini e le forze dei Šubić, che vennero rappacificati soltanto nel 1328 dal conte Jurinić, rappresentante di Giorgio II Šubić, il quale ricompose anche le divergenze con le zuppanie o krajine di Tenin.
Nel 1333, dopo che i conti Šubić di Clissa avevano fatto pace con Traù, Mladino III, fratello di Mladino II e Giorgio II, firmò la pace con Spalato; sua sorella Jelena, nel 1338 sposò il bano bosniaco Vladislav Kotromanić, dalla cui unione nacque Stjepan Tvrtko I, futuro re di Bosnia.
Morto nel 1345 Giorgio II Šubić, i suoi feudi passarono al fratello Mladino III nel 1347; questi morì già nel 1348 e gli subentrò la moglie Jelena, sorella del re serbo Stjepan Dušan, che aveva sposato l'anno prima. Il Dušan spedì a Clissa un esercito, che venne però sconfitto dal bano Nikola Banić alleato con Ivan Nelipić; fu così che Clissa ritornò nel 1355 sotto la protezione ungherese, dando alla città 30 anni di pace.
Nel 1390, a causa delle pressioni e angherie ungheresi, Clissa dovette fare atto di sottomissione al re di Bosnia Tvrtko I, rappresentante del re di Napoli Ladislao, a sua volta pretendente al trono magiaro.
Nel 1391, dopo la morte di Tvrtko I, la contea di Clissa passò al duca bosniaco Hervoje Vukcić Hrvatinić che, per conto dei Napoletani, era venuto in possesso della Dalmazia posta a sud di Sebenico.
Il bano Nikola Gorjanski, fedele a Sigismondo d’Ungheria, nel 1394 rioccupò Clissa per un breve periodo; già nel 1401 l'Hervoje ritornò in possesso del feudo di Clissa, il quale lo consegnò a Ivan II Nepić; questi mantenne la Contea di Clissa anche dopo il 1409, quando Venezia acquistò da Ladislao I di Napoli per 100 000 ducati d'oro Zara, Pago, Aurana e Novegradi e occupò tutto il territorio fra il Cherca e lo Zermagna, escluse le contee di Ostrovizza e Scardona, acquistate poi dal voivoda di Bosnia, Sandangl, per 5000 ducati d'oro nel 1411; Sigismondo d’Ungheria cercò la riconquista delle terre dalmate, ma senza successo.
Nel 1420 la vicina Spalato accettò il dominio veneziano, come pure Traù, che cadde dopo 16 giorni d'assedio.
Nel 1422 il senato veneziano spedì Giovanni Zorzi dal nuovo re di Bosnia, Tvrtko II (che due anni prima, dopo la morte di Ostoja Kristić, aveva riunito la Bosnia alla Rascia), per promettergli amicizia e accordarsi con lui per un comune atteggiamento da tenersi nei confronti di Ivan II Nepić, che molestava e derubava i sudditi di entrambi.
Con la pace di Praga tra Veneziani e Ungheresi del 29 luglio 1437 ed il versamento da parte dei Veneziani di 10 000 ducati d'oro al re Sigismondo in cambio dei suoi diritti sulla Dalmazia, le fortezze di Novegradi, le contee di Ostrovizza, Scardona e Aurana, le città di Nona, Zara, Sebenico, Traù, Spalato e Almissa con i territori annessi, con il litorale e i Castelli e tutte le isole, escluse alcune vicine a Ragusa, finirono nelle mani della Serenissima.
Il resto della Dalmazia, tra lo Zermagna e il Cettina andò all'Ungheria, compresa Clissa, che andò a Matko Talovac, bano di Slavonia, subentrato a Ivan Frankopan, genero di Nepić, che l'aveva ereditata a sua volta alla morte di quest'ultimo nel 1434.
Nel 1499 vi fu il primo, ma inutile, attacco turco alla fortezza; ne seguì un altro nel 1524, vanificato dal conte Petar Kružić; nei successivi 10 anni Clissa fu attaccata altre 37 volte; nel 1534 le truppe ottomane la circondarono, ma dovettero ritirarsi a seguito dell'intervento del contingente veneto distaccato a difesa di Spalato.
Nel 1536 i Turchi ritornarono all'attacco e bloccarono la sorgente d'acqua alla base della fortezza, che venne poi distrutta in gran parte dall'artiglieria ottomana piazzata nel forte dell'attigua Salona.
Nel marzo 1537 il Kružić arrivò da Segna con gli Uscocchi e con contingenti di mercenari italiani mandati dal papa Paolo III e mercenari tedeschi inviati dal re Ferdinando d'Austria che, confrontatisi con le truppe turche, disertarono poi in campo di battaglia. Il Kružić rimase solo con i suoi pochi Uscocchi e venne infine decapitato.
Con la pace firmata nel 1542, Clissa rimase agli Ottomani, che eressero nella fortezza una moschea ed un minareto.
Nel 1644, dopo lo scoppio della quinta guerra contro i turchi, circa 10 000 armati veneziani, sotto il comando del generale Leonardo Foscolo, riuscirono ad espugnare Clissa.
La pace di Candia restituì definitivamente Clissa alla repubblica veneta, che ne rinnovò la fortezza completamente.
Normalizzatesi le relazioni veneto-turche, la fortezza perse progressivamente la sua importanza e fino al 1797 seguì le vicende della Repubblica di Venezia.
Caduta la Serenissima, con la pace di Presburgo seguì il destino degli ex possedimenti veneziani, entrando per un breve periodo nel Regno d'Italia napoleonico.
Con il trattato di Schönbrunn del 1809 entrò a far parte delle Province Illiriche, per passare poi in mano austriaca con il Congresso di Vienna nel 1815 nel Regno di Dalmazia.
Dopo la prima guerra mondiale entrò a far parte del neo costituito Regno dei Serbi, Croati e Sloveni.
Dal 1941 al 1945 fece parte dello Stato Indipendente di Croazia.
Dopo la seconda guerra mondiale fece parte della Repubblica Socialista Federale di Jugoslavia; dal 1991 fa parte della Croazia.

## Monumenti e luoghi d'interesse
A 5 km da Clissa si trova l'omonima fortezza.

## Geografia antropica

### Località
Il comune di Clissa è suddiviso in 9 frazioni (naselja). Tra parentesi il toponimo in italiano.
- Brštanovo
- Klis (Clissa)
- Dugobabe
- Konjsko (Coinsco[4][11])
- Korušce
- Nisko
- Prugovo
- Veliki Broćanac
- Vučevica